# Stagfláció
A stagfláció közgazdasági fogalom: olyan magas infláció (áremelkedési ütem), amely lassú gazdasági növekedéssel vagy akár recesszióval, illetve magas munkanélküliséggel párosul.

## Etimológia
A szó maga a „stagnálás” és az "„infláció” szavak összevonása.

## Gazdasági jelentősége
Ha egy gazdaság stagflációba lép, ezt problémának szokták tartani, mert egy ilyen helyzet megnehezíti a költségvetési politika és a monetáris politika hagyományos eszközeinek az alkalmazását, amelyek általában arra a logikára épülnek, hogy a gazdasági növekedés lelassítása alacsonyabb, felgyorsulása magasabb inflációval jár. Stagflációs helyzetben, amikor a növekedés alacsony, az infláció pedig magas, az egyik probléma orvoslása a másik súlyosbításához vezethet és ez áttételes hatásokon keresztül negatív módon visszahathat az orvosoltnak hitt problémára is.

## Nemzeti jegybanki reakciók
A jegybankok stagflációs helyzetben csak két olyan politika közül választhatnak, amelyek negatív hatásokhoz vezetnek:
- A pénzkínálat (adott időpontban a gazdaságban rendelkezésre álló szabad pénzmennyiség, pontosítva[2]) emelésével ösztönzik a gazdaságot, ami felgyorsíthatja az amúgy is magas inflációt.A II. világháború alatt ez volt a törekvése Harmadik Birodalom politikusainak az angol gazdaság tönkretétele érdekében.[3]
- Az infláció csökkentése érdekében szigoríthatják a monetáris politikát (aminek fő eszköze a kamatok emelése lehet), ez azonban még magasabb munkanélküliséget és még lassabb gazdasági növekedést okozhat.

## Költségvetési hatása
Az állami költségvetésre ennél bonyolultabbak lehetnek a stagfláció hatásai. A magasabb infláció, ha minden egyéb változatlan, megemelheti az állam bevételeit és kiadásait is, és mind a bevételek, mind a kiadások csökkenhetnek, ha lassul a gazdasági növekedés. Az egyik közgazdasági gondolkodás szerint a helyes politikai keverék stagflációs helyzetben, ha a kormányzat ösztönzi a növekedést a kiadások emelésével vagy az adók csökkentésével, míg a jegybank kamatai emelésével küzd az infláció ellen. A más-más stagflációs helyzetekből azonban más-más gazdaságpolitikai keverék jelentheti a kiutat.

## Érdekesség
A stagflációs hatásokat a két világháború között erősítették a különböző devizák hamisításával összefüggő nemzetközi bűncselekmények, mint a frankhamisítási botrány és utóhatása a jegyzetben hivatkozottak szerint.
"
- A frankhamisítási botrány, 1925–1926 36.oldaltól
- A frankhamisítási ügy egy lehetséges utójátéka – hamis dínárok a Vajdaságban, 1928–1929 47. oldaltól"